# Aplastodiscus eugenioi
Aplastodiscus eugenioi е вид жаба от семейство Дървесници (Hylidae). Видът е почти застрашен от изчезване.

## Разпространение
Разпространен е в Бразилия.